# Zemský okres Zollernalb
Zemský okres Zollernalb (německy Zollernalbkreis) se nachází v německé spolkové zemi Bádensko-Württembersko. Sousedí (ze severu ve směru hodinových ručiček) s okresy Tübingen, Reutlingen, Sigmaringen, Tuttlingen, Rottweil a Freudenstadt.

## Geografie
Podstatnou část okresu Zollernalb zabírá pohoří Švábská Alba a nachází se zde její druhý nejvyšší vrchol, 1011 metrů vysoký Oberhohenberg. Na jihovýchodě okres dosahuje téměř až k řece Dunaji.

## Obyvatelstvo
Vývoj počtu obyvatelstva okresu Zollernalb od roku 1973:
| Rok               | Obyvatelé |
| ----------------- | --------- |
| 31. prosinec 1973 | 176 801   |
| 31. prosinec 1975 | 173 554   |
| 31. prosinec 1980 | 173 240   |
| 31. prosinec 1985 | 170 231   |
| 27. květen 1987   | 172 245   |

| Rok               | Obyvatelé |
| ----------------- | --------- |
| 31. prosinec 1990 | 181 635   |
| 31. prosinec 1995 | 192 862   |
| 31. prosinec 2000 | 192 891   |
| 31. prosinec 2005 | 192 722   |
| 30. červen 2006   | 192 505   |

## Města a obce

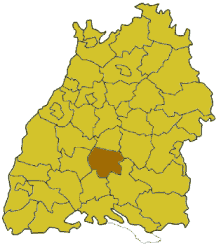
Poloha okresu Zollernalb na mapě Bádenska-Württemberska

| Města | Obce |
| --- | --- |
| 1. Albstadt 2. Balingen 3. Burladingen 4. Geislingen 5. Haigerloch 6. Hechingen 7. Meßstetten 8. Rosenfeld 9. Schömberg | 1. Bisingen 2. Bitz 3. Dautmergen 4. Dormettingen 5. Dotternhausen 6. Grosselfingen 7. Hausen am Tann 8. Jungingen 9. Nusplingen 10. Obernheim 11. Rangendingen 12. Ratshausen 13. Straßberg 14. Weilen unter den Rinnen 15. Winterlingen 16. Zimmern unter der Burg |